# Судьба республики
Судьба республики: История о безумии, медицине и убийстве президента (англ. Destiny of the Republic: A Tale of Madness, Medicine and the Murder of a President) — книга Кэндис Миллард, посвящённая убийству 20-го президента США Джеймса Гарфилда. Была издана издательством Doubleday 20 сентября 2011 г..

## Приём
Книга Милларда получила положительные отзывы The New York Times, The Washington Times, и The Seattle Times.
Дель Квентин Уилбер из Washington Post сказал о книге: «Миллард создал свежий рассказ, который передает некоторые из самых драматических дней в истории президентства США».

## Награды
Книга стала лауреатом следующих премий:
- Премия Эдгара Аллана По (Best Fact Crime, 2012)[8]
- Медаль Эндрю Карнеги (2012)[9]
- Премия ПЕН Центра США (Research Nonfiction)[10]
- One Book — One Lincoln Award[10]